# Sir John in Love

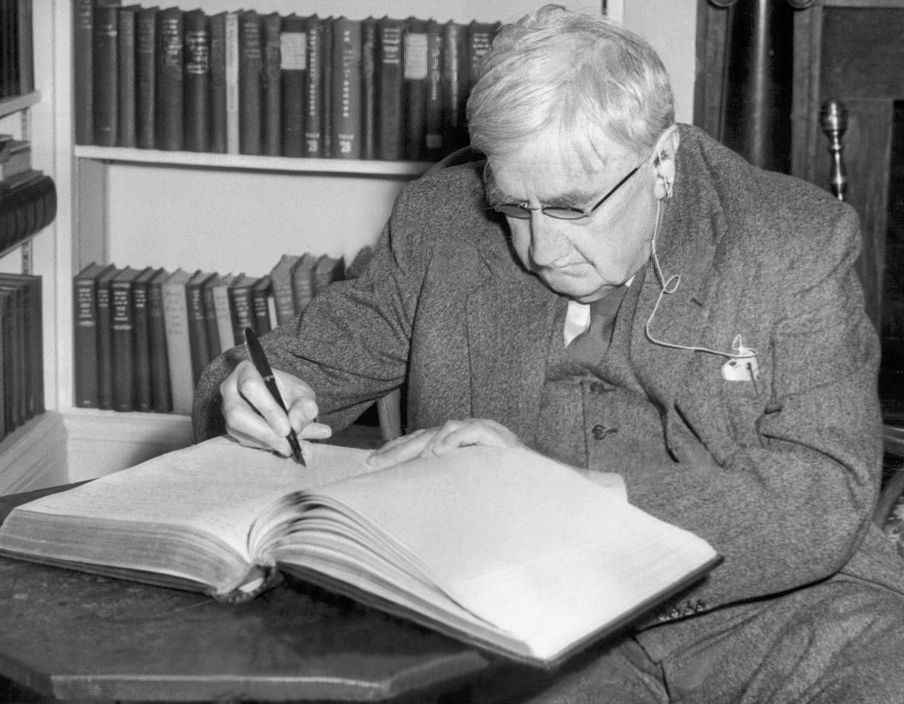
Ralph Vaughan Williams

Sir John in Love är en engelsk opera i fyra akter med musik och text av Ralph Vaughan Williams. Librettot bygger på William Shakespeares pjäs Muntra fruarna i Windsor (1602).

## Historia
Ända sedan sin tid som musikdirektör i Shakespeares födelsestad Stratford-upon-Avon 1913 hade Vaughan Williams velat komponera en opera på någon av författarens pjäser. Vid samma tid arrangerade han folkvisan Greensleeves för pjäserna Muntra fruarna i Windsor och Richard II. Användandet av visan i Sir John in Love gjorde att Vaughan Williams senare utgav den separat som Fantasia on Greensleeves. I librettot använde Vaughan Williams verser från andra Shakespearetexter samt från Philip Sidney, Thomas Middleton, Ben Johnson och Christopher Marlowe. Dessutom infogade han nio folksånger, förutom Greensleeves. Vaughan Williams arbetade på operan åren 1924-1928 och den hade premiär den 21 mars 1929 på Royal College of Music i London med Malcolm Sargent som dirigent. 1933 reviderade Vaughan Williams operan och lade till Prologue, Episode och Interlude (Prologue togs senare bort).

## Personer
- Sir John Falstaff (baryton)
- Anne Page (sopran)
- Fru Page (sopran)
- Fru Ford (sopran)
- Fru Quickly (kontraalt)
- Fenton (tenor)
- Doktor Caius (tenor)
- Frank Ford (bas)
- Robert Shallow (tenor eller baryton)
- Sir Hugh Evans (baryton)
- Master Slender (tenor)
- Simple (tenor eller baryton)
- Master George Page (baryton)
- Bardolph (tenor)
- Korporal Nym (baryton)
- Gamle Pistol (bas)
- Rugby (bas)
- Värdshusvärden på "Garter Inn" (baryton)
- Robin (talroll)
- John (baryton)
- Robert (baryton)

## Handling
Akt I
Fru Page vill att dottern Anne ska gifta sig med doktor Caius. Medan hon älskar Fenton vill domaren Shallow och Sir Hugh Evans att hon ska gifta sig med Shallows kusin Slender. Falstaff avslöjar för sina kumpaner att han har skrivit identiska kärleksbrev till fru Ford och fru Page. Pistol och Nym vägrar överlämna breven och berättar allt för Ford, vars svartsjukearia avslutar akten.
Akt II
Fru Ford och fru Page läser breven för varandra och ruvar på hämnd. Fru Quickly sänder ett svar till Falstaff från fru Ford att hälsa på henne samma morgon. Ford (utklädd till "Brook") erbjuder Falstaff pengar för att förföra fru Ford för att bevisa huruvida ryktet om hennes ärbarhet är sant eller falskt.
Akt III
Anne Page förklarar för värdshusvärden hur hon planerar att lura sina föräldrar och gifta sig med Fenton. Värden lovar att finna en präst som kan viga dem nästa dag. Falstaff besöker fru Ford (sjungandes "Greensleeves" när han anländer). Han uppvaktar henne då fru Quickly avbryter för att meddela att fru Page är i antågande. Falstaff gömmer sig i tvättkorgen, vilken töms i floden Themsen.
Akt IV
Ford ber om sin hustrus förlåtelse och de planerar för Falstaffs förödmjukelse vid Hunter's Oak i Windsorskogen. Falstaff plågas av bybarnen utklädda till älvor. Annes föräldrar tror att dottern Anne har gift sig med Slender men hon har lurat dem. Anne och Fenton rider in nygifta och allt slutar lyckligt.